# Junker
Junker (alemão: [ˈjʊŋkɐ]) eram denominados os membros da nobreza constituída por grandes proprietários de terras e militares de elite nos estados alemães anteriores e durante o 2.º Reich (1871-1918).
Essa aristocracia latifundiária teve importante papel na construção do Reino da Prússia, a partir do século XVIII. Diferentemente das nobrezas da França e da Inglaterra de então, os Junker dedicavam-se diretamente à administração da atividade agrícola. Tal como em algumas zonas de plantation nas Américas, os trabalhadores nas propriedades dos Junker eram povos conquistados militarmente e despojados de quaisquer direitos ou propriedades. Na colonização prussiana de terras conquistadas de povos eslavos, coube aos Junker uma administração dessas terras sob moldes capitalistas, visando ao lucro e à eficiência da produção. Assim, constituíram-se como uma classe aplicada às técnicas modernas da produção econômica e paralelamente foram alçados por Frederico II da Prússia a um monopólio absoluto sobre os quadros civis e militares do reino. Nesse sentido, a versão prussiana do despotismo esclarecido desenvolveu-se com a combinação trazida pelos Junker entre grandes avanços técnicos para a burocracia estatal e contribuições quase nulas no plano da cultura cosmopolita e das liberdades cívicas. Na Prússia do século XVIII, as classes mercantis urbanas não ganharam destaque político e predominou na construção do Estado a postura autoritária e fechada da aristocracia Junker. Junkers também pode se referir a uma unidade de elite do exército prussiano dos séculos XVIII e XIX, composta pelos filhos menos favorecidos da germânica, que optaram pelo serviço militar principalmente porque não foram os primogênitos e portanto não herdaram as terras e títulos de seus pais. Eles tentavam fazer suas fortunas à moda antiga: roubando dos inimigos. Como nasceram na riqueza, junkers eram equipados com as melhores armas e armaduras disponíveis. Existiram como unidade militar do início do século XVIII até o final do século XIX, quando junker se tornou apenas um título de nobreza que durou até 1918, sendo extinto com o fim do Império Alemão. As principais guerras que os junkers se envolveram foram as Guerras Napoleônicas, Guerra dos Trinta Anos, Guerra da Sucessão Bávara, Guerra de Sucessão Austríaca, Guerra Austro-Prussiana de 1866 e Guerra Franco Prussiana de 1870-1871, última guerra em que eles estiveram presentes.